# Acetaldehidă
Acetaldehida, cunoscută și ca etanal, este un compus chimic organic cu formula chimică C2H4O. Este una dintre cele mai importante aldehide care apar în natură și care sunt produse la nivel industrial. Acetaldehida apare în mod normal în cafea, pâine sau fructe coapte și este produsă de plante, ca parte a metabolismului lor normal. De asemenea, este produsă prin oxidarea etanolului și este considerată a fi o cauză pentru mahmureală. Se găsește în aer, apă, sol, sau în căile subterane, motiv pentru care omul nu se poate feri de ea.

## Producere
În anul 2003, producerea la nivel global era de 106 tone pe an. Metoda principală de producere este oxidarea etilenei prin intermediul procedeului Wacker:

### Procedeul Wacker
Procesul Wacker are la bază etena și sărurile de paladiu:
{\displaystyle \mathrm {[PdCl_{4}]^{2-}+C_{2}H_{4}+H_{2}O\rightarrow CH_{3}CHO+Pd+2HCl+2Cl^{-}} }
{\displaystyle \mathrm {Pd+2CuCl_{2}+2Cl^{-}\rightarrow [PdCl_{4}]^{2-}+2CuCl} }
{\displaystyle \mathrm {2CuCl+1/2O_{2}+2HCl\rightarrow 2CuCl_{2}+H_{2}O} } 
Alternativ, din hidratarea acetilenei, catalizată cu săruri de mercur, rezultă etanol, care duce la acetaldehidă. Această metodă a fost folosită înaintea descoperirii procesului Wacker, iar acum se utilizează foarte puțin.

### Reacția Kucerov

Adiția apei la alchine, în prezența sărurilor de mercur, decurge cu formarea unui intermediar enolic

]

## Caracteristici
Se poate condensa cu alte aldehide sau cetone, de exemplu o-aminobenzaldehida în prezența hidroxidului de sodiu dând chinolină

## Utilizări
În mod tradițional, acetaldehida era folosită în principal ca un precursor de acid acetic. Această aplicație a încetat, deoarece acidul acetic este produs mai eficient din metanol.
În ceea ce privește reacțiile de condensare, acetaldehida este un precursor important pentru piridină și pentaeritriol.

## Biochimie și efecte asupra sănătății
În ficat, se oxidează etanolul la acetaldehidă, care este ulterior oxidată la acid acetic inofensiv.
În creier, alcoolul are un rol minor în procesul de oxidare al etanolului la acetaldehidă.
Ultimele etape din fermentație alcoolică la bacterii, plante și drojdie implică conversia piruvatului în acetaldehidă cu enzima piruvat decarboxilază, urmată de conversia acetaldehidei în etanol. Reacția din urmă este din nou catalizată de un alcool , funcționând acum în direcție opusă.

### Dependența de tutun, alcool și droguri
Acetaldehida este o componentă semnificativă în fumul de tutun. Acest lucru a fost demonstrat a avea efect sinergic cu nicotina crescând dependența de fumat, în special în rândul adolescenților. Acetaldehida se face „vinovată” și pentru dependența de alcool sau de unele droguri.

### Alzheimer
Oamenii care au o deficiență genetică pentru enzima responsabilă pentru conversia acetaldehidei în acid acetic, pot avea un risc mare de boală Alzheimer. 
„Aceste rezultate indică faptul că deficiența ALDH2 este un factor de risc pentru LOAD (boala cu debut tardiv Alzheimer)” - New York Academy of Sciences

### Cancer
Acetaldehida ar putea fi cancerigenă la om. În anul 1988, Agenția Internațională de Cercetare asupra Cancerului (ACC) a declarat: „Există dovezi suficiente pentru risc de cancer când vine vorba de acetaldehidă la animalele de laborator.”
Pe 21 octombrie 2009, ACC a actualizat  clasificarea conform căreia acetaldehida este cancerigenă. Au demonstrat că acetaldehida din alcool este o substanță cancerigentă de Grupa I. Totodată, etanalul este dăunător și pentru ADN și se face răspunzător și pentru dezvoltarea anormală a mușchilor, deoarece se leagă de proteine.
Un studiu făcut pe 818 consumatori mari de alcool, a arătat faptul că cei care sunt expuși la acetaldehidă mai mult decât în mod normal, printr-un defect al genei, prezintă un risc mai mare de cancer al tractului gastro-intestinal superior și al ficatului.

## Siguranța
Acetaldehida este toxică atunci când este aplicată pentru perioade prelungite. Este o substanță iritantă, probabil cancerigenă.
Acesta este un poluant atmosferic rezultat din ardere, cum ar  gazele emise de automobile și fumul de tutun.
De asemenea, este creat prin degradarea termică a polimerilor în industria de prelucrare a maselor plastice. Acetaldehida, în mod normal, se descompune în corpul uman, dar s-a dovedit că șoarecii o elimină prin urină, deci nu descompune în orice condiții.